# 1. Division 1911/1912
Sedmnáctý ročník 1. Division (1. belgické fotbalové ligy) se konal od 17. září 1911 do 2. června 1912.
Sezonu vyhrál poprvé v klubové historii Daring Club de Brusel, který vyhrál o dva body před Royale Union Saint-Gilloise. Nejlepším střelcem se stal hráč Daring Club de Brusel Maurice Bunyan, který vstřelil 33 branek. Soutěže se zúčastnilo opět 12 klubů v jedné skupině.